# Hugo Franz Kirsch

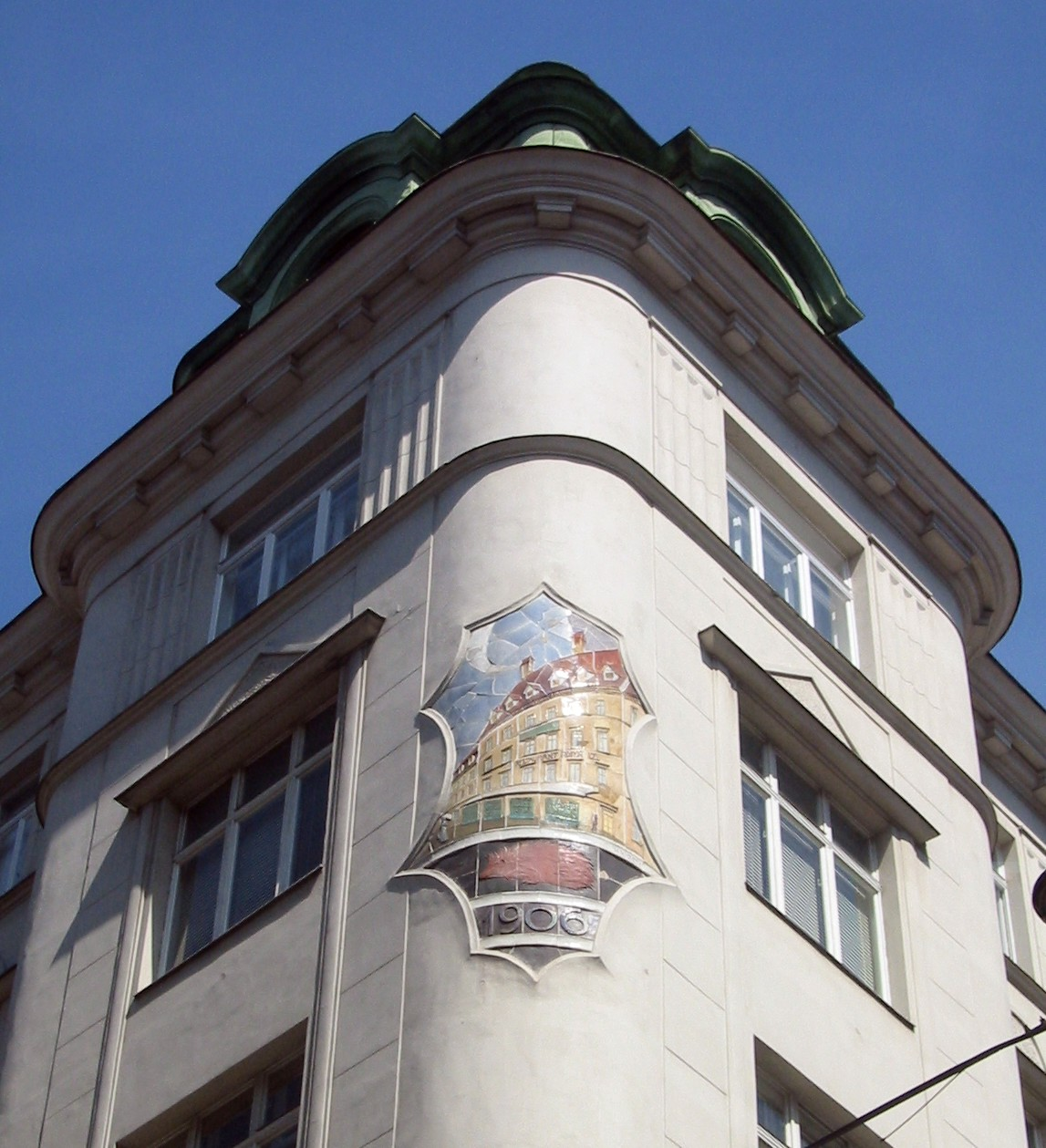
Majolikarelief Zum roten Igel von Hugo Franz Kirsch, am Haus Wildpretmarkt 1 in Wien

Hugo Franz Kirsch (* 15. Juli 1873 in Haindorf, Böhmen; † 24. Mai 1961 in Wien) war ein österreichischer Kleinbildhauer und Keramiker der Wiener Werkstätte.
Nach Ausbildung in der Fachschule Teplitz und der Münchner Kunstgewerbeschule studierte er ab 1898 an der Wiener  Kunstgewerbeschule. 1906 machte er sich mit einer eigenen Keramikwerkstätte selbständig. Kirsch produzierte vor allem Kleinplastiken in Bronze und Keramik: Biedermeierfiguren in kühlen Farben, Tiere, Akte, auch Porträts. Daneben schuf er Vasen in strengem Schwarz-Weiß oder starken Farben. Kirsch zeigte seine Arbeiten bei der Kunstschau Wien 1908 und auf weiteren bedeutenden Ausstellungen. Max Fabianis Bamberg-Haus in Laibach weist Keramikreliefs bärtiger Männer unter dem Dachstuhl auf, die von Hugo Franz Kirsch stammen. Kirschs eigene Villa in Wien-Mauer steht heute unter Denkmalschutz. Er wurde am Friedhof Mauer bestattet.